# Teatro comunale (Gualtieri)
Il teatro comunale è un teatro situato nel Palazzo Bentivoglio, nell'ala sinistra a fianco dell'ingresso principale, a Gualtieri, in provincia di Reggio Emilia.

## Storia

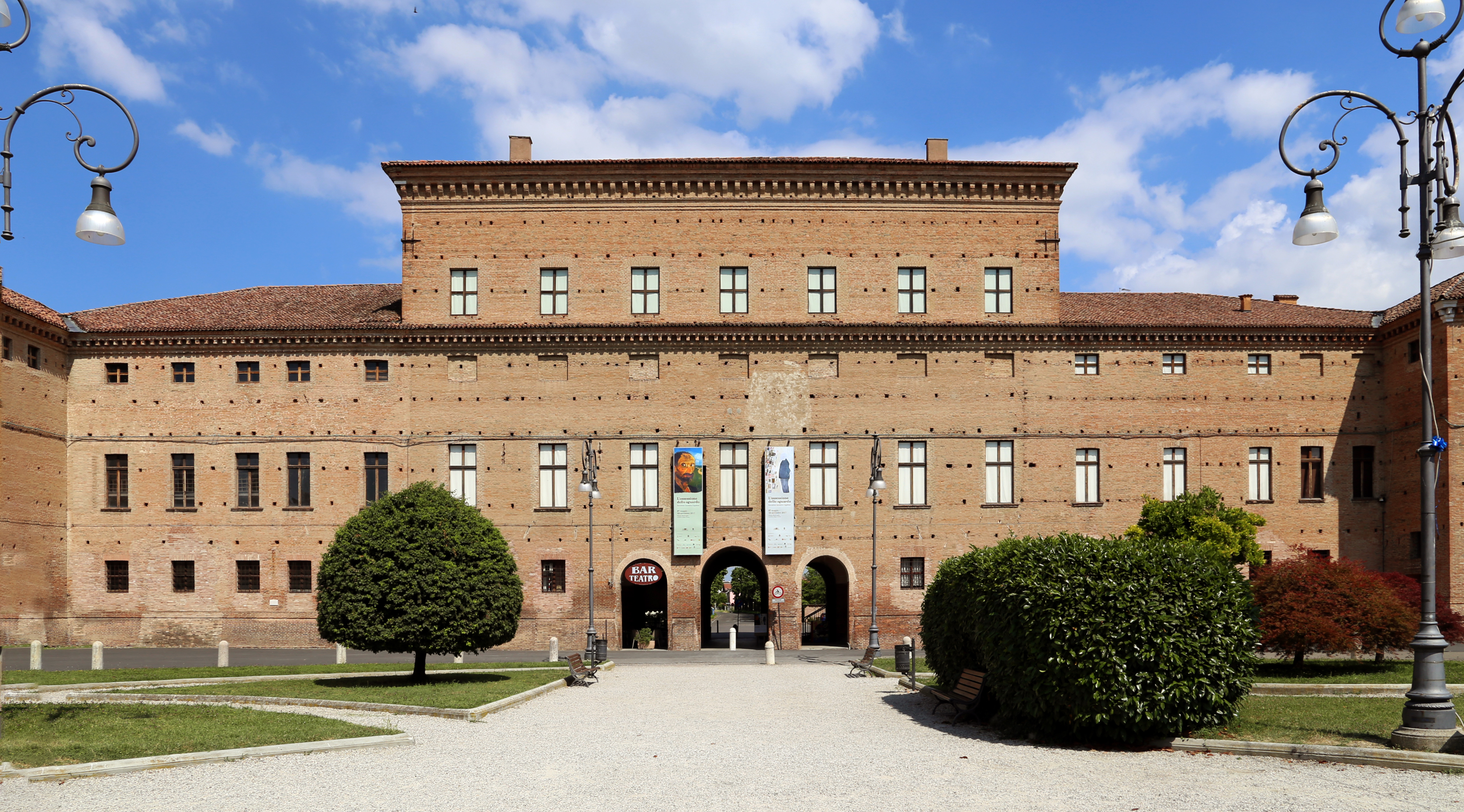
Palazzo Bentivoglio (Gualtieri)

Nel 1775, quando già il Palazzo Bentivoglio era proprietà del Comune di Gualtieri, si decise di emanare una delibera per la costruzione di un teatro, «con l'intento di impiegare la gioventù in onesti divertimenti, e per istruirla e renderla vantaggiosa e liberarla dall'ozio in certi tempi dell'anno, e far nascere in questa una profittevole emulazione». Il progetto fu affidato all'architetto Gian Battista Fattori che ne fece un teatro finito in legno di stile barocco prospiciente allo scalone principale.
Nel 1905 si iniziarono opere di rifacimento ed ampliamento del teatro su iniziativa e fondi di una Società Teatrale costituita con l'intento di gestirlo per la durata di novantanove anni. Progettista e tecnico dei lavori fu nominato il geometra Vittorio Mazzoli, le decorazioni affidate a Villa di Reggio Emilia. I lavori si protrassero sino al 1907 e nell'ottobre di quell'anno si aprì la prima stagione teatrale con la rappresentazione dei Pagliacci di Ruggero Leoncavallo e la Cavalleria rusticana di Pietro Mascagni.
La sala venne completamente ristrutturata adottando una struttura in ghisa: furono fatti due ordini di palchi ed una galleria sostenuti da colonnine, lo scalone marmoreo eliminato per rendere più spazioso il palcoscenico e si aprirono due porte ad arco sulla facciata del Palazzo. Il teatro ebbe un grande successo e dai paesi vicini accorreva un folto pubblico per assistere alle rappresentazioni operettistiche perché la qualità degli spettacoli risultava assai elevata dal punto di vista dell'allestimento e dell'esecuzione lirico-musicale. 
Il maggior successo fu raggiunto nel 1919, 1920 e 1923 con ben undici repliche delle opere eseguite: Bohème, Andrea Chenier e Tosca. Nel 1936, la stagione lirica terminò e si chiuse con l'ultima rappresentazione della Norma di Vincenzo Bellini. Dopo essere stato adibito a cinematografo, il teatro è attualmente inutilizzato e inagibile. Alcuni restauri furono fatti già nel 1912.
Nel 1954 le decorazioni floreali furono danneggiate dalla inondazione del Po, che raggiunse il livello della prima balconata e furono rozzamente restaurate. Nel 1975, in occasione del restauro del complesso bentivolesco, l'architetto Cuppini fece chiudere le due porte ad arco che interrompevano la continuità della facciata e creò una porta laterale sulla sinistra dell'ingresso principale.
A tutt'oggi è stato fatto un risanamento della struttura statica ed un rifacimento della copertura anche con fondi regionali. Sono da effettuare il restauro degli interni e le opere di impiantistica; il teatro risulta inattivo.